# Belsué

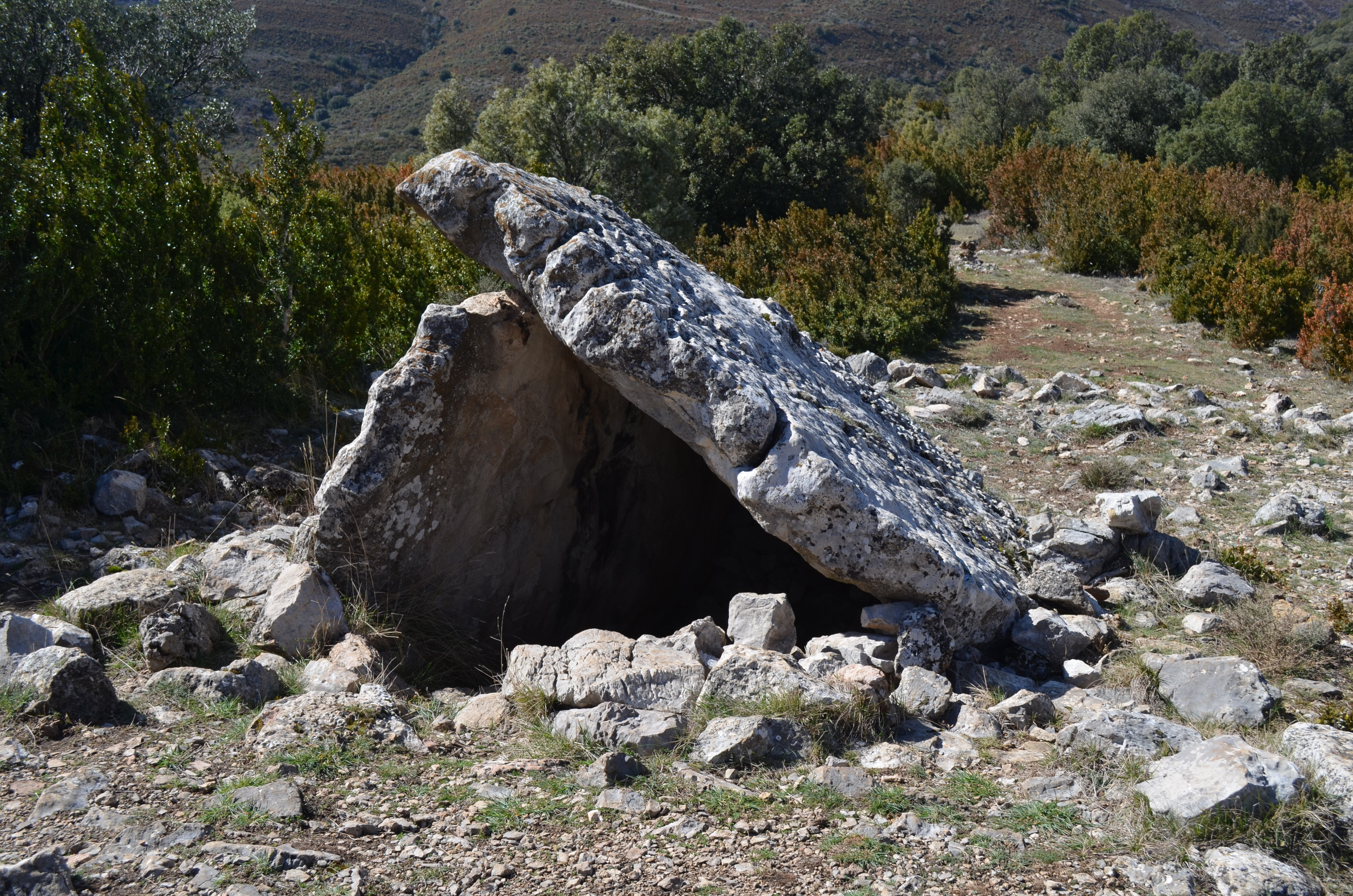
Dolmen de la Piatra, en el camino entre Belsué y Sabayés.

Belsué es una localidad y antiguo municipio de España, en la provincia de Huesca, Aragón. Pertenece actualmente al municipio de Nueno, en la comarca de la Hoya de Huesca.

## Geografía
Situada en una peña rodeada de sierras, su distancia en línea recta a Huesca es de 28 km, los cuales son 35 km por carretera, salvando desniveles importantes desde el llano de la Hoya de Huesca, para llegar a Arguis y, por el antiguo trazado del Puerto de Monrepós, a la altura del túnel de la Manzanera, descender después al valle de Belsué.

## Toponimia
Entre 1785 y 1797 se llamó Belsué de Santa María, conservando sin embargo el municipio dicho nombre.

## Historia
El despoblado de Santa María de Belsué se encontraba ligado de forma dependiente a la población.
El 1 de junio de 1276 Rodrigo Jiménez de Luna dio "post mortem" a la orden de Santiago la villa de Belsué,aunque más tarde, el 9 de enero de 1294 donó al rey Jaime II de Aragón todo lo que tenía en Belsué, quien el 16 de junio de 1326 lo vendió.
Ya más tarde, en el siglo XVI era del Hospital de Zaragoza.
En el censo de 1842 la población del municipio constaba de 21 hogares y 130 almas, más tarde en el 1845 se incorporó al municipio de Sabayés, que en el 1972 se fusionó junto con Nocito a Nueno.
En el tomo IV de la obra Diccionario geográfico-estadístico-histórico de España y sus posesiones de Ultramar de Pascual Madoz, publicada en el 1846 comenta que la población cuenta con 13 casas contando consistorial que también hacía de cárcel.

## Demografía

### Localidad
Datos demográficos de la localidad de Belsué desde 1900:
| 73                    | 95 | 77 | 64 | 52 | 87 | 64 | 18 | 4 | 3 | 3 | 6 | 12 |
| (Fuente: IAEST e INE) |    |    |    |    |    |    |    |   |   |   |   |    |

- Datos referidos a la población de derecho.

### Antiguo municipio
Datos demográficos del municipio de Belsué como entidad independiente:
| 130           | -- | -- | -- | -- | -- | -- | -- |
| (Fuente: INE) |    |    |    |    |    |    |    |

- En el censo de 1842 se denominaba Belsué de Santa María.
- Entre el censo de 1587 y el anterior, desaparece el municipio de Belsué, y se integra en el municipio de Sabayés.
- Datos referidos a la población de derecho, excepto en los censos de 1857 y 1860 que se refiere a la población de hecho.

## Patrimonio

### Patrimonio religioso
- Parroquia dedicada a la Asunción de Nuestra Señora.
- Ermita de la Virgen de los Linares.
- Iglesia de San Martín, templo románico del siglo XI.

### Patrimonio civil
- Embalses de Santa María de Belsué y Cienfuens.

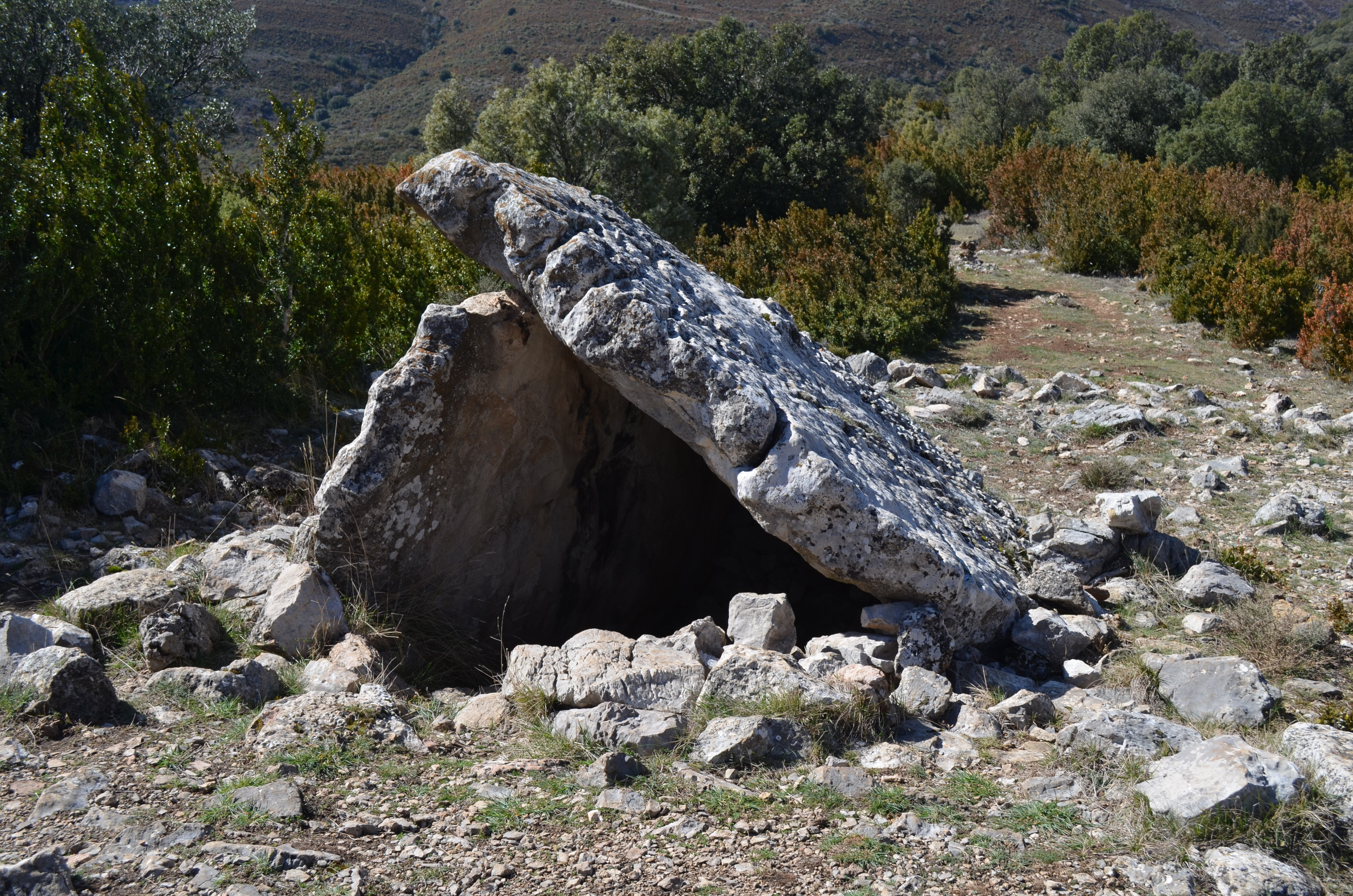
Vista frontal del Dolmen de la Piatra.

- Pardina de Ascaso.

### Patrimonio arqueológico
- Cueva de Toro, yacimiento en el que se ha encontrado cerámica paleocristiana e hispanovisígoda.
- Cueva Ártica, yacimiento en el que se ha encontrado cerámica de la Edad del Bronce.[8]
- Cueva Esteban Felipe.
- Dolmen de la Piatra, en la partida "El Gargantal".